# Ахашені (вино)

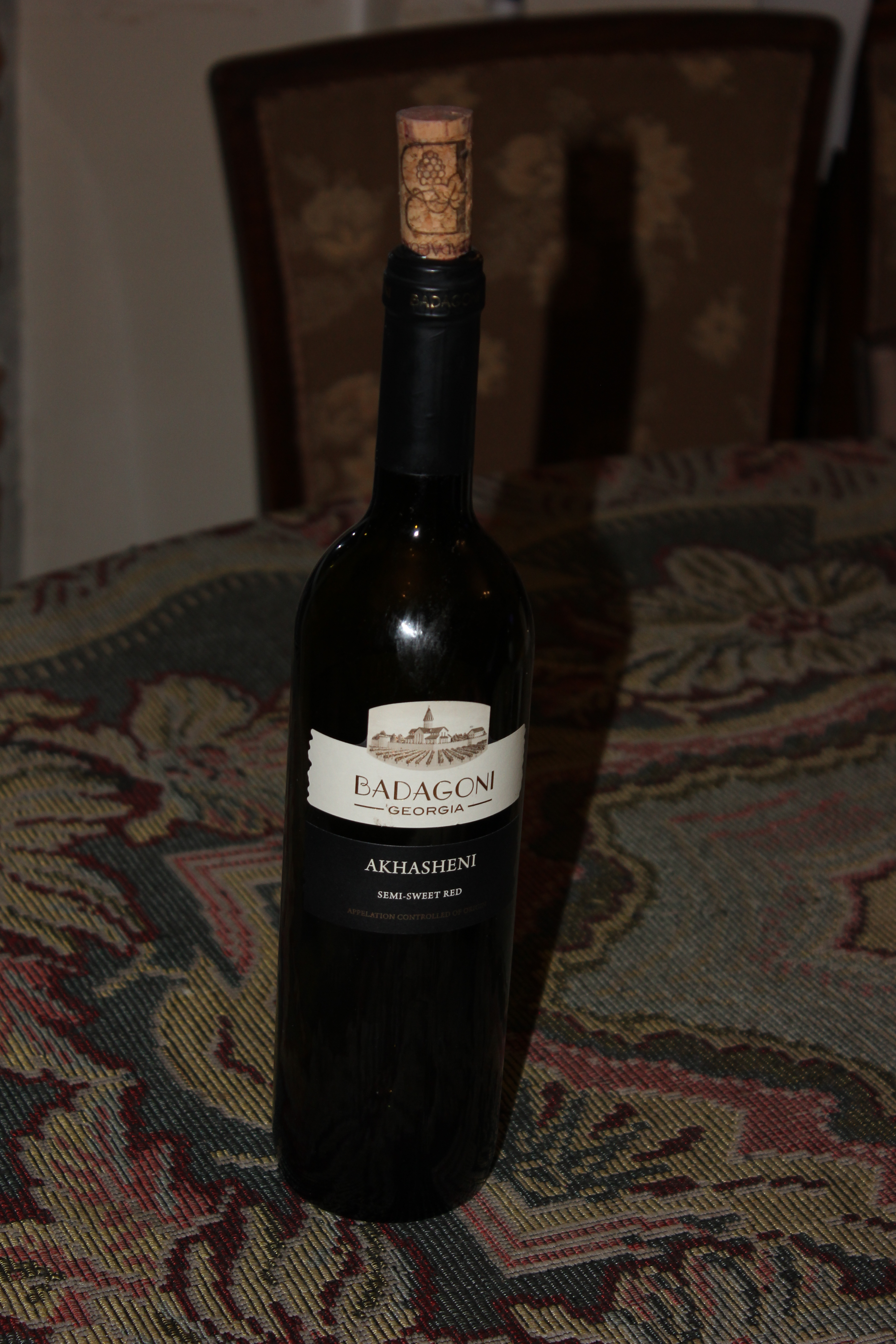
Вино Ахашені

Ахашені — високоякісне червоне натуральне напівсолодке вино, що походить з регіону Кахетії.
Вино «Ахашені» характеризується темно-фіолетовим кольором із сортовим, гармонійним, оксамитовим, повним і вишуканим смаком, приємною солодкістю та фруктовими тонами.
Вино Ахашені повинне відповідати наступним показникам: Об'ємний вміст алкоголю в вині Ахашені повинен становити 10,5-12,0 %, масова концентрація цукрів — не більше 30-50 г/дм³, кислотність — 5,0-7,0 г/дм³, летюча кислотність — не більше 1,2 г/дм³, концентрація маси конденсованого екстракту — не менше 20 г/дм³, загальна масова концентрація сірчаної кислоти — не більше 210 мг/дм³, концентрація вільної сірчаної кислоти — не більше 30 мг/дм³.
Площа сировинної бази в спеціальній зоні «Ахашені» становить близько 112 га.
Спеціальна зона виноградарства Ахашені розташована в Кахеті, муніципалітет Гурджаані, біля річки Алазані. Відстань від населеного пункту Ахашен у північно-східному напрямку до річки Алазані становить 9,5 км, а з протилежного боку — на південний захід, до вершини хребта Ців-Гомбори — 14,5 км. Район Ахашен включає продовження лісистих схилів хребта Ців-Гомборі та другу терасу долини Алазані. Виноградники в зоні розташовані в районах в межах висоти 350—700 метрів і включають середню і верхню частину села: Ахашені, Чумлакі, пологий масив Фафрі.